# Boris Berman (Musiker)
Boris Berman (russisch Борис Берман; * 3. April 1948 in Moskau) ist ein russischer Pianist, Cembalist und Musikpädagoge.

## Leben
Berman studierte am Moskauer Konservatorium bei Lew Oborin und erhielt 1971 den Mastergrad in den Fächern Cembalo und Klavier. Er debütierte als Pianist 1965 in Moskau, schloss sich als Cembalist einem Ensemble für Alte Musik an und gab in der Sowjetunion Konzerte u. a. mit dem Moskauer Philharmonieorchester und dem Moskauer Kammerorchester. Auf dem Gebiet der zeitgenössischen Musik arbeitete er mit Komponisten wie Alfred Schnittke und Edison Denisov zusammen, spielte russische Erstaufführungen von Werken Arnold Schoenbergs, Karlheinz Stockhausens, Luciano Berios, György Ligetis und John Cages.
1973 emigrierte Berman nach Israel, wo er an der Rubin-Musikakademie der Universität Jerusalem unterrichtete und 1975 die Konzertserie Music Spectrum begründete. 1979 ging er in die USA und war bis 1981 Artist in Residence an der Brandeis University. Er unterrichtete dann an der Indiana University Bloomington und der Boston University und war von 1986 bis 1997 Professor an der Yale University. In dieser Zeit leitete er die Konzertreihe Yale Music Spectrum, war Gründungsdirektor des Yale Summer Piano Institute (1990–1992) des International Summer Piano Institute in Hongkong (1995–1997). Er gab international Meisterklassen und wurde 2005 Honorarprofessor am Konservatorium Shanghai und 2013 am Königlichen Konservatorium Kopenhagen.
Berman spielte zahlreiche CDs ein, u. a. alle Klaviersonaten Alexander Skrjabins, drei Klavierkonzerte Sergei Prokofjews mit dem Concertgebouw-Orchester unter Neeme Järvi, Klavierwerke und Claude Debussy in Igor Strawinski,  Kammermusik von Leoš Janáček, Werke für präpariertes Klavier von John Cage, Klavierquintette von Schostakowitsch und Schnittke und Ragtimes von Scott Joplin. Er arbeitete mit Musikern wie Mischa Maisky, Heinz Holliger, Aurèle Nicolet, Shlomo Mintz, György Pauk, Ralph Kirshbaum, Frans Helmerson, Claude Frank, Peter Frankl, Natalia Gutman, dem Tokyo Quartet, dem Vermeer Quartet und The Netherland Wind Ensemble zusammen.